# Brooks End
Brooks End est un hameau situé dans le civil parish de Birchington dans le district de Thanet, dans le Kent. Il est situé sur la route A28 à Canterbury. Le hameau est situé sur la zone du canal de Wantsum, et est probablement nommé d'après l'un des nombreux ruisseaux qui sillonnent la région. À proximité se trouve la Great Brooksend Farm.

## Enseignement
Il y a une école de langues.

## Transport

### Route
- Route A28

### Train
La gare la plus proche est la gare de Birchington-on-Sea située à 1,3 mile au nord.

### Aéroports
Au Sud-Est de Brooks End se trouve l'aéroport international du Kent et l'aéroport militaire de Manston.